# Monarquia de Liechtenstein
O Liechtenstein é um estado democrático, uma monarquia constitucional, encabeçada actualmente pelo príncipe Hans Adam II, seguido pelo príncipe regente, Alois, seguido pelo primeiro-ministro Otmar Hasler.

## Poder do Príncipe
Liechtenstein tem um parlamento de chamado Landtag, com 25 membros eleitos por voto popular. Cada serve um mandato de quatro anos. Os membros do Landtag escolhem um primeiro-ministro para liderar o governo. O príncipe deve aprovar sua escolha; ele também aprova os quatro administradores que o primeiro-ministro seleciona para formar um gabinete.
O príncipe de Liechtenstein tem o poder de demitir qualquer membro do governo ou o Landtag inteiro, e substituí-lo por um governo provisório. Ele pode vetar leis e nomeações judiciais, cancelar investigações governamentais, e conceder clemência a criminosos condenados.
Como tal, a monarquia de Liechtenstein tem maior poder do que qualquer outra na Europa de hoje. Os críticos descrevem-na como uma ditadura em potencial. Os defensores apontam que a família principesca esbanja sua grande riqueza do país e usam suas conexões de negócios internacionais para ajudar a tornar o principado próspero. Os cidadãos de Liechtenstein retêm o direito de abolir a monarquia, embora eles precisem de uma maioria de dois terços para fazê-lo. 

## História
A família vem do Castelo de Liechtenstein, na Baixa Áustria, que ela possuiu de 1140 até o século XIII e, novamente, de 1807 em diante. Ao longo do tempo, a dinastia adquiriu várias terras, predominantemente na Morávia, na Baixa Áustria, na Silésia e na Estíria. Contudo, muitos desses territórios estavam contidos em feudos de outros senhores feudais, particularmente de várias linhagens da Casa de Habsburgo, à qual muitos príncipes da Casa de Liechtenstein serviram como conselheiros. Consequentemente, não faziam parte do Reichstag.
Os Liechtenstein aspiraram bastante aos poderes que uma posição no governo imperial traria e, como resultado, buscaram somente propriedades com o Sacro Imperador Romano-Germânico como autoridade direta, sem suseranos intermediários. Em 1699, a família pôde adquirir o senhorio (em alemão: Herrschaft) de Schellenberg e, em 1712, o condado de Vaduz. As possessões foram compradas da família Hohenems e tinham exatamente o status político requerido pelos Liechtesntein.
No dia 23 de janeiro de 1719, Carlos VI, Sacro Imperador Romano-Germânico, decretou a unificação de Schellenberg e Vaduz e elevou toda a área à dignidade de principado (em alemão: Fürstentum), com o nome de "Liechtenstein", em honra da família soberana, na pessoa de Anton Florian de Liechtenstein (1656-1721). Com a dissolvição do Sacro Império Romano Germânico em 1806, o principado de Liechtenstein, em 12 de julho do mesmo ano, tornou-se independente, após o tratado de Pressburg, assinado pelo príncipe Johann I Josef.
A família, para além de soberana do principado, é dona do Liechtenstein Global Trust - LGT, um grupo bancário bilionário.
O atual príncipe soberano é Hans-Adam II.

## Sucessão
|  |  |  |  |

A linha de sucessão ao trono liechtensteinense usa a primogenitura agnatícia. As leis do Liechtenstein permitem a linha de sucessão ao trono (que foram regulamentadas em 1606) seja feita por primogenitura agnática, ou seja, herdada pelo primogénito do sexo masculino, excluíndo totalmente as herdeiras do sexo feminino.

### Linha de sucessão
Atual monarca: Hans-Adam II
Atual monarca: João Adão II
- Francisco José II de Liechtenstein (1906-1989)
  -  João Adão II de Liechtenstein (n. 1945)
    - (1) Aloísio, Príncipe Herdeiro de Liechtenstein (n. 1968)
      - (2) José de Liechtenstein (n. 1995)
      - (3) Jorge de Liechtenstein (n. 1999)
      - (4) Nicolau de Liechtenstein (n. 2000)

    - (5) Maximiliano de Liechtenstein (n. 1969)
      - (6) Alfonso de Liechtenstein (n. 2001)

    - Constantino de Liechtenstein (1972-2023)
      - (7) Moritz do Liechtenstein (n. 2003)
      - (8) Benedito do Liechtenstein (n. 2004)

  - (9) Filipe Erasmo de Liechtenstein (n. 1946)
    - (10) Alexandre do Liechtenstein(n. 1972)
    - (11) Venceslau de Liechtenstein (n. 1974)
    - (12) Rodolfo do Liechtenstein (n. 1975)
      - (13) Karl Ludwig de Liechtenstein (n. 2016)

  - (14) Nicolau de Liechtenstein (n. 1947)
    - (15) José Emanuel do Liechtenstein (n. 1989)
      - (16) Leopoldo de Liechtenstein (n. 2023)

## Títulos e Estilos
- SAS o Príncipe-soberano
- Duque de Troppau e Jägerndorff
- Duque de Opava e Krnov
- Conde de Rietberg

## Patrimônio
O príncipe Hans-Adam II é dono do grupo bancário Liechtenstein Global Trust - LGT, tendo uma fortuna pessoal estimada em mais de £2 bilhões ($3,9 bilhões). Ele também possui uma grande e valiosa coleção de arte, a qual é exibida ao público em museus em Vaduz, em Liechtenstein, e em Viena, na Áustria. Em dezembro de 2006, foi relatado que Hans-Adam II era um dos chefes de Estado mais ricos do mundo.

## Residências Reais

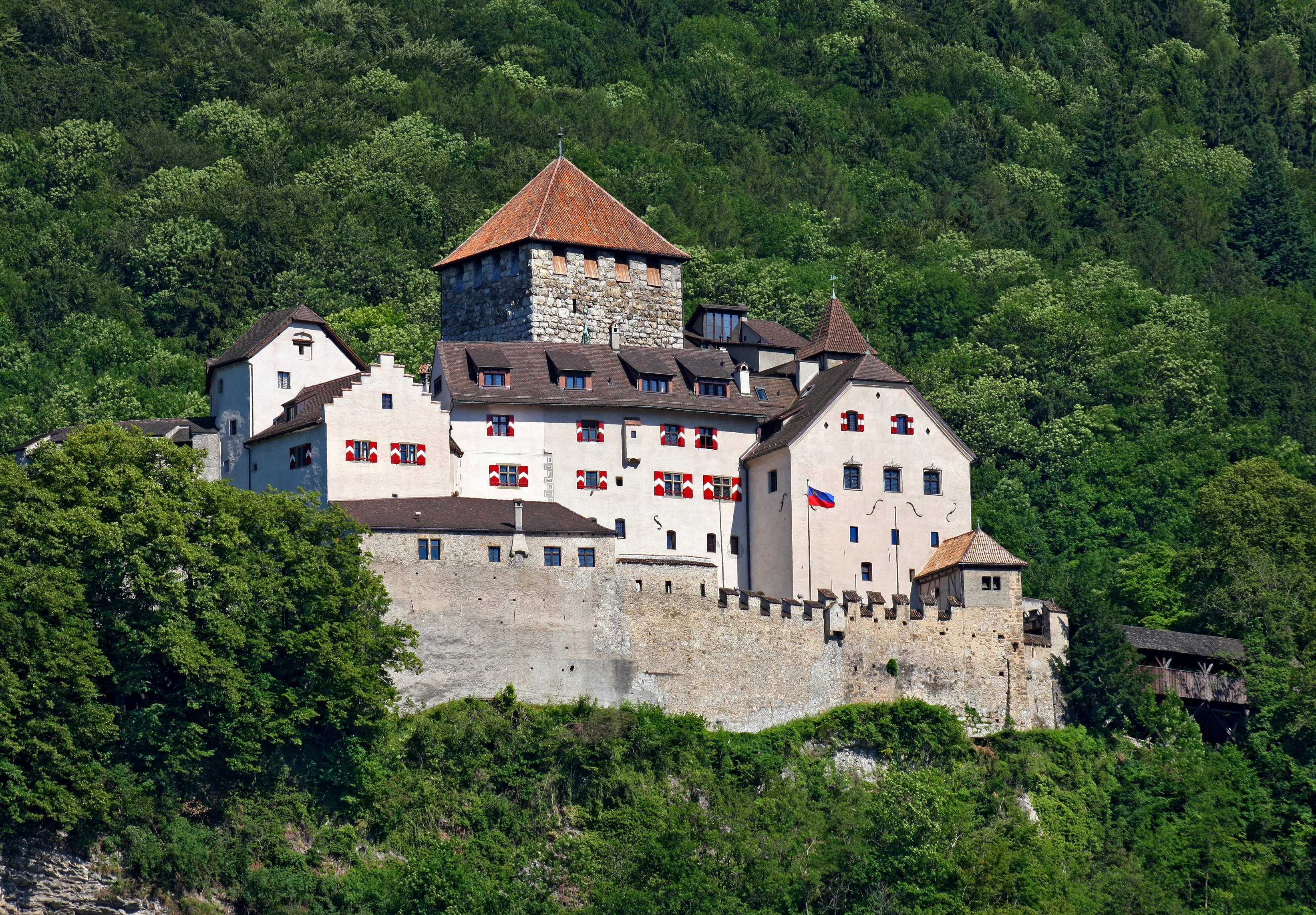
Castelo de Vaduz
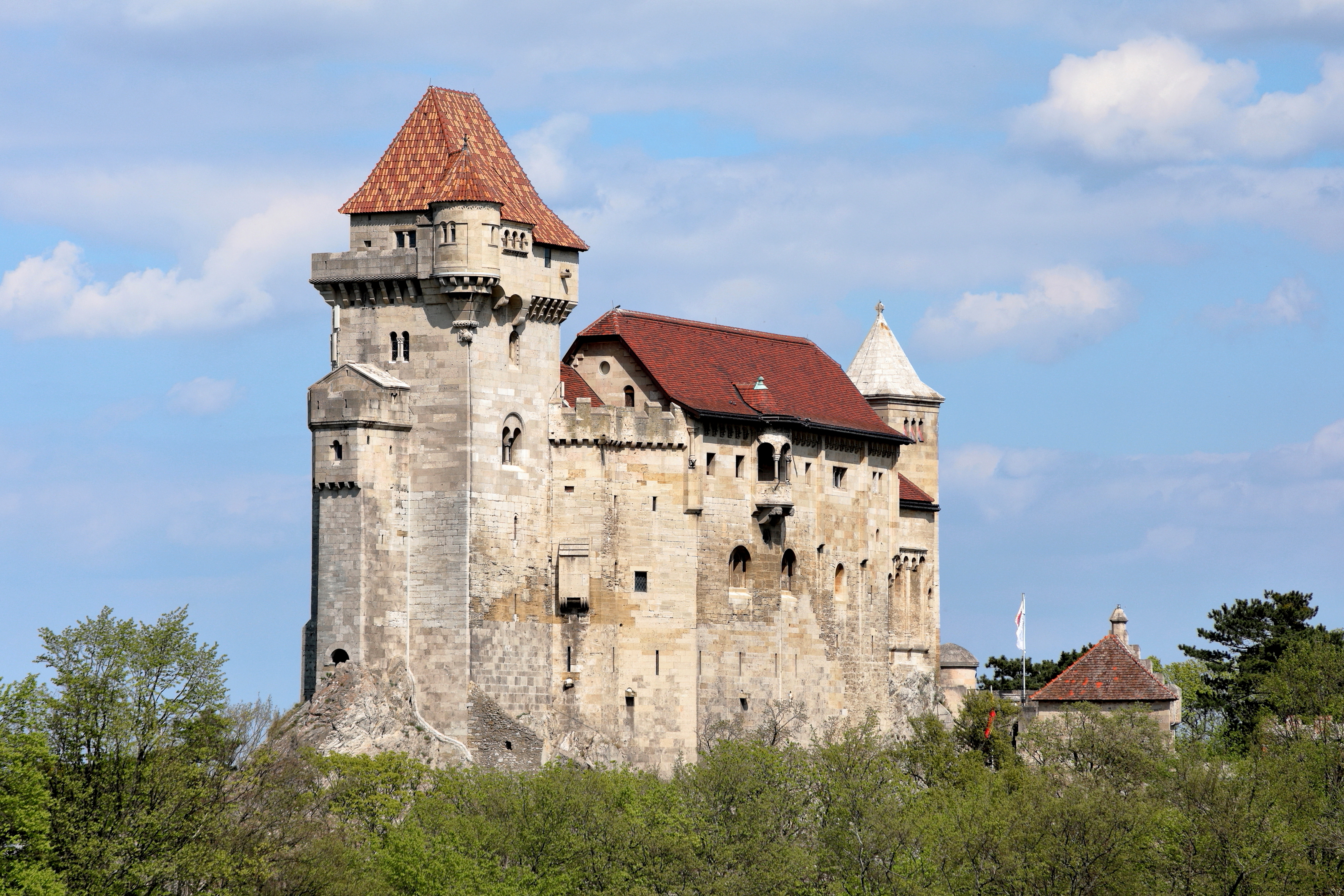
Castelo de Liechtenstein
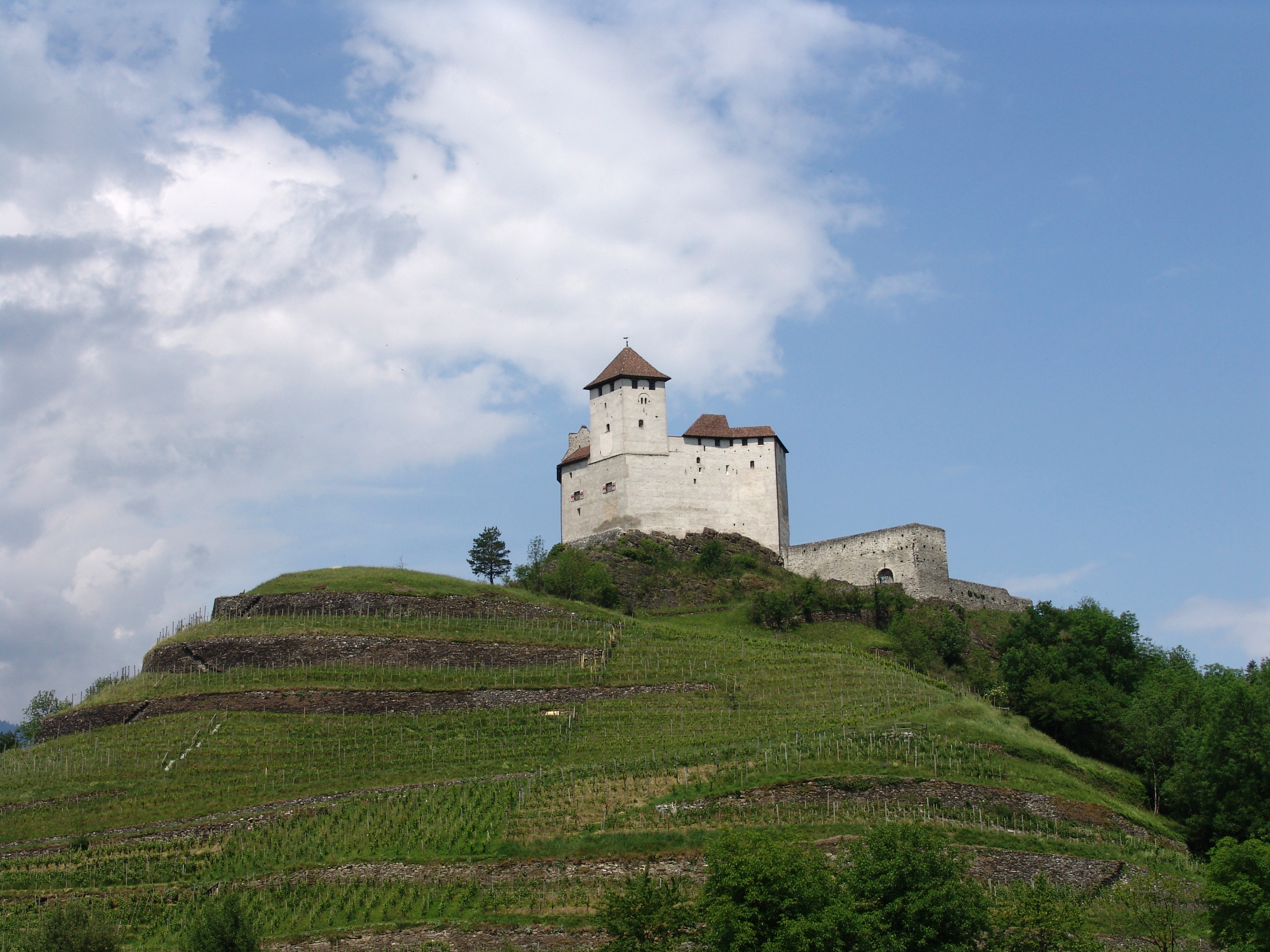
Castelo de Gutenberg
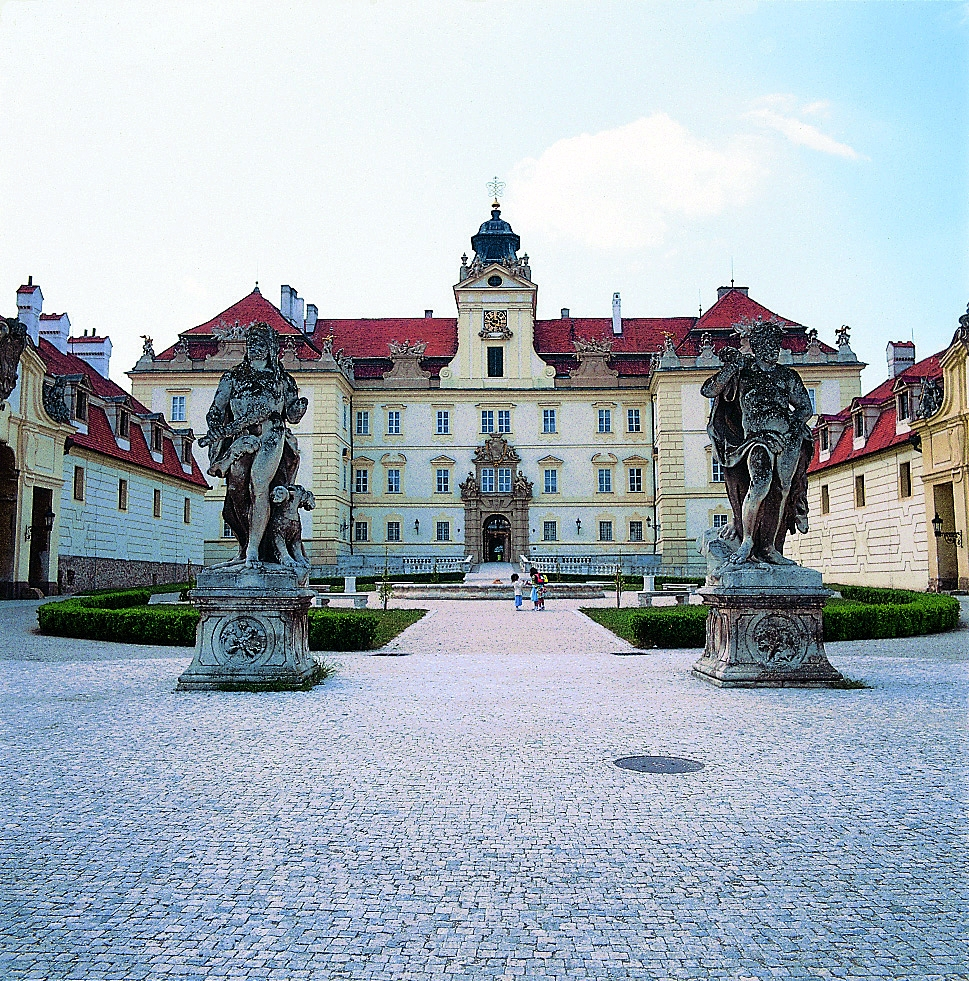
Castelo de Valtice
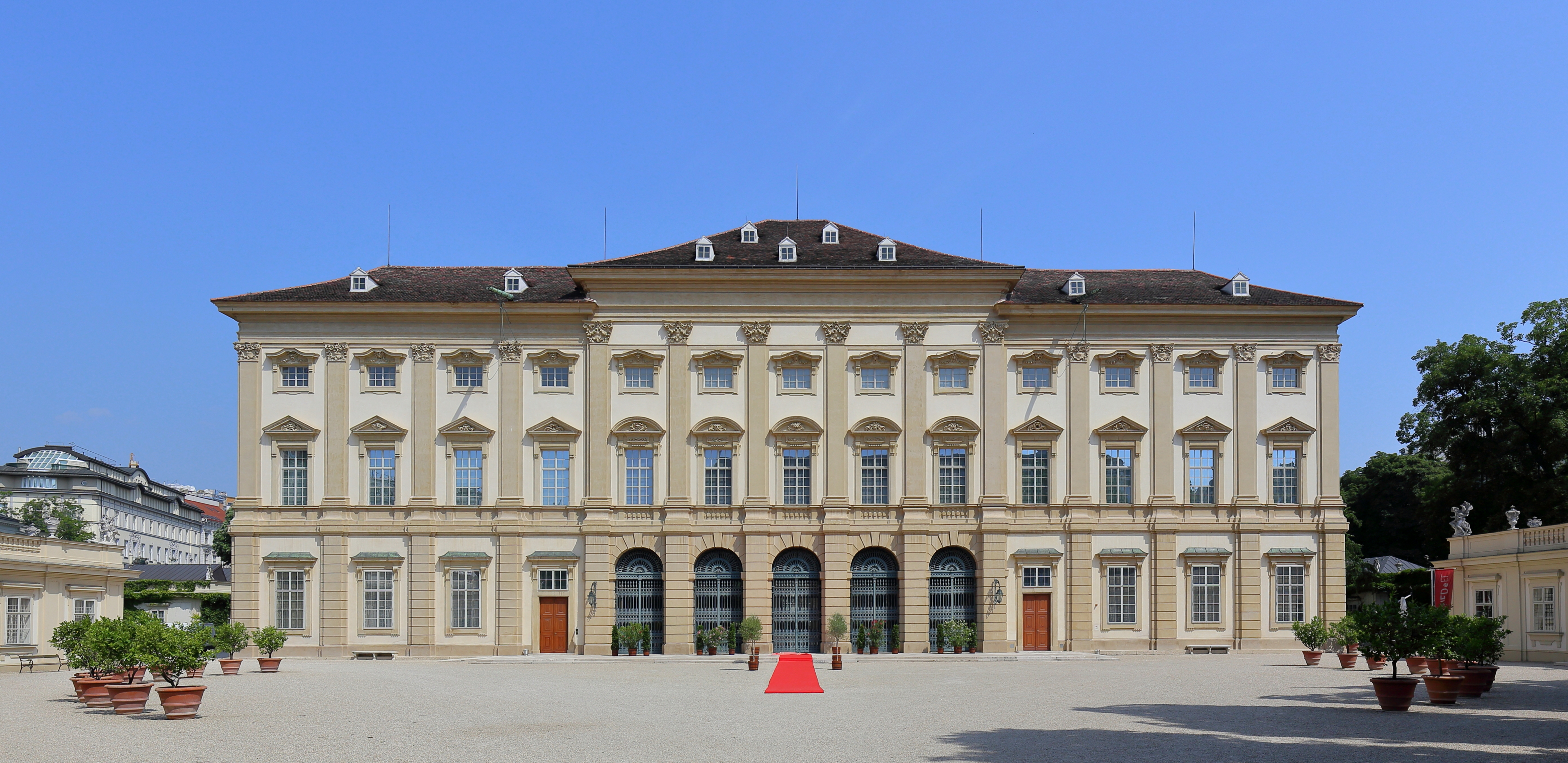
Liechtenstein Garden Palace
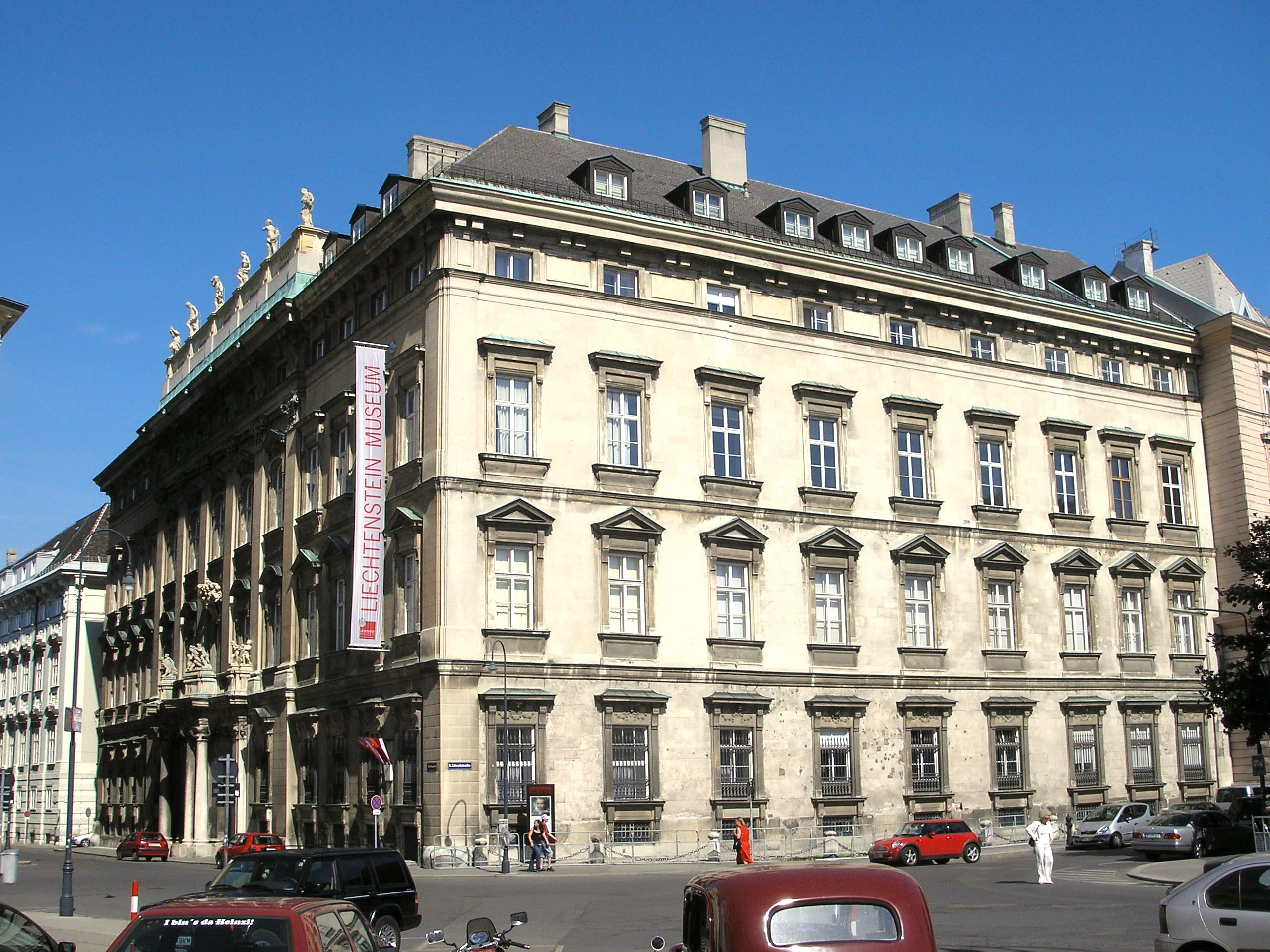
Liechtenstein City Palace
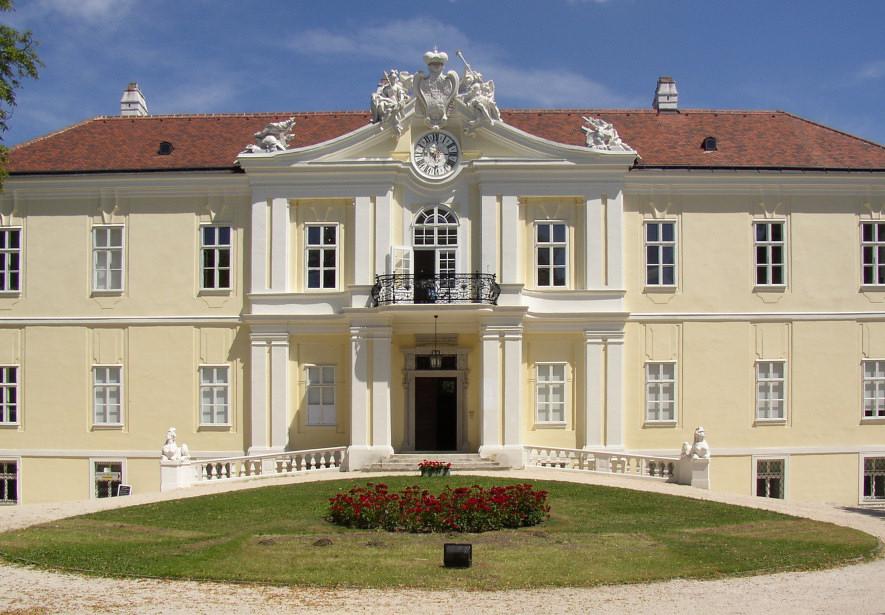
Castelo Wilfersdorf
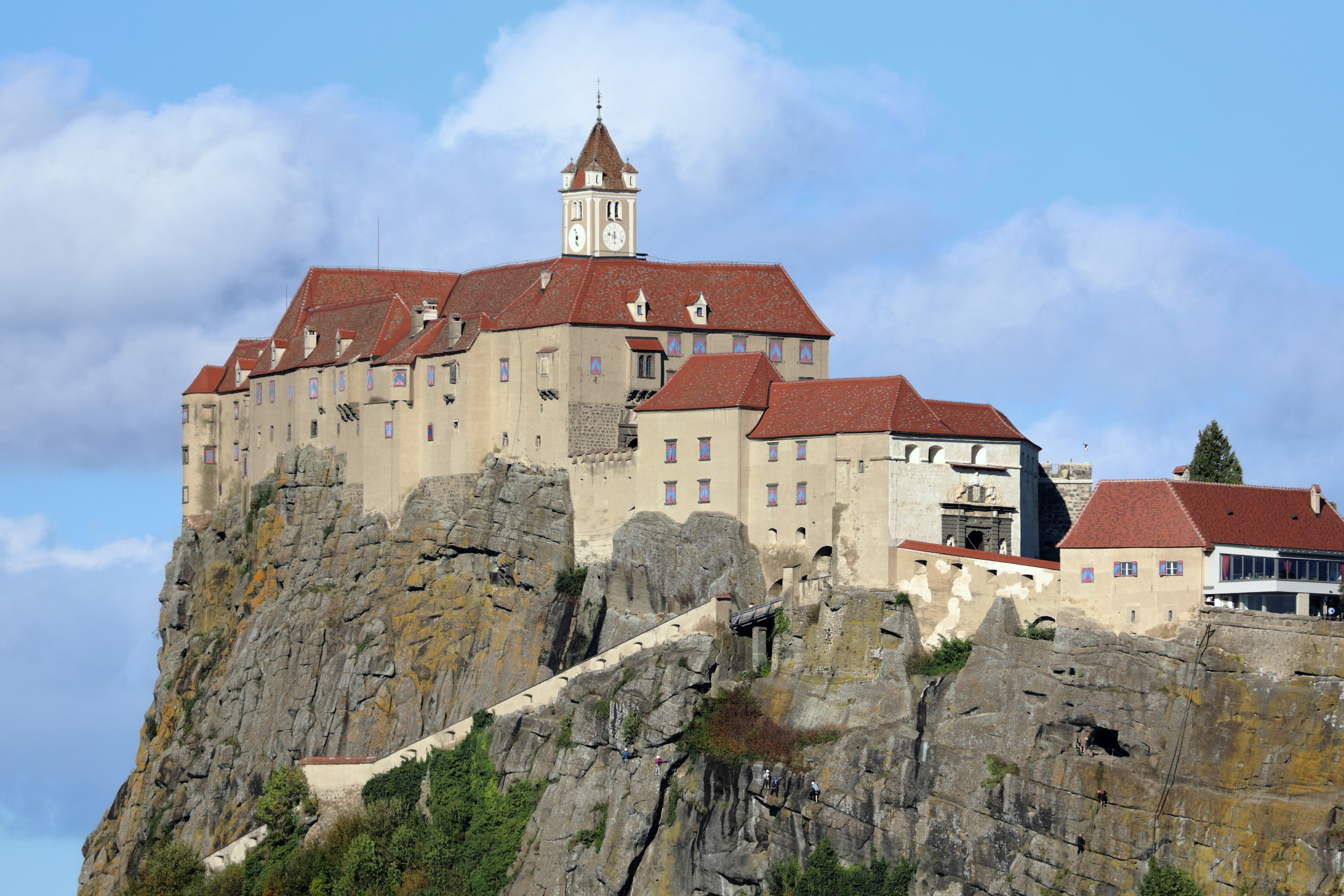
Castelo de Riegersburg
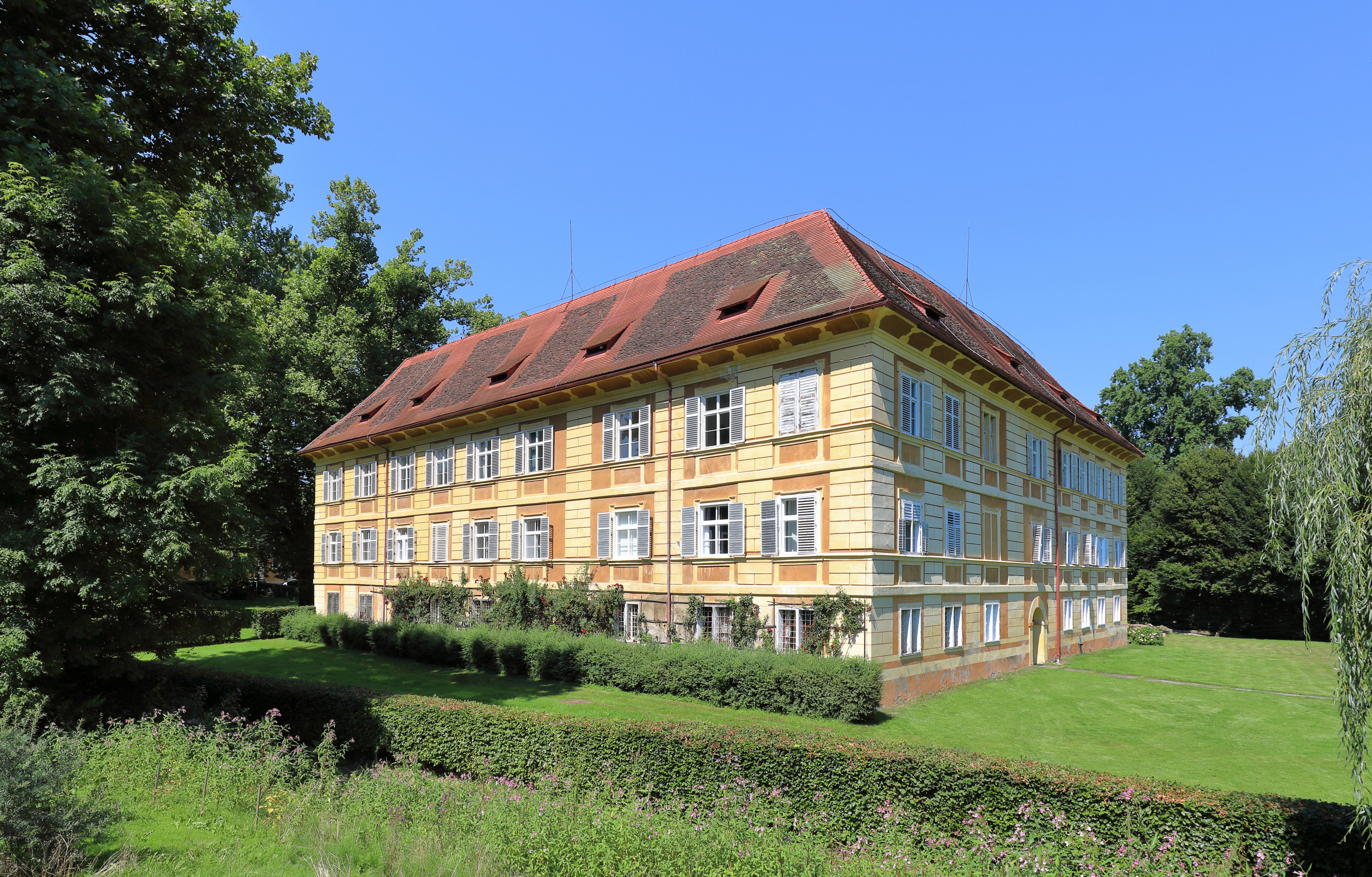
Castelo Frauental
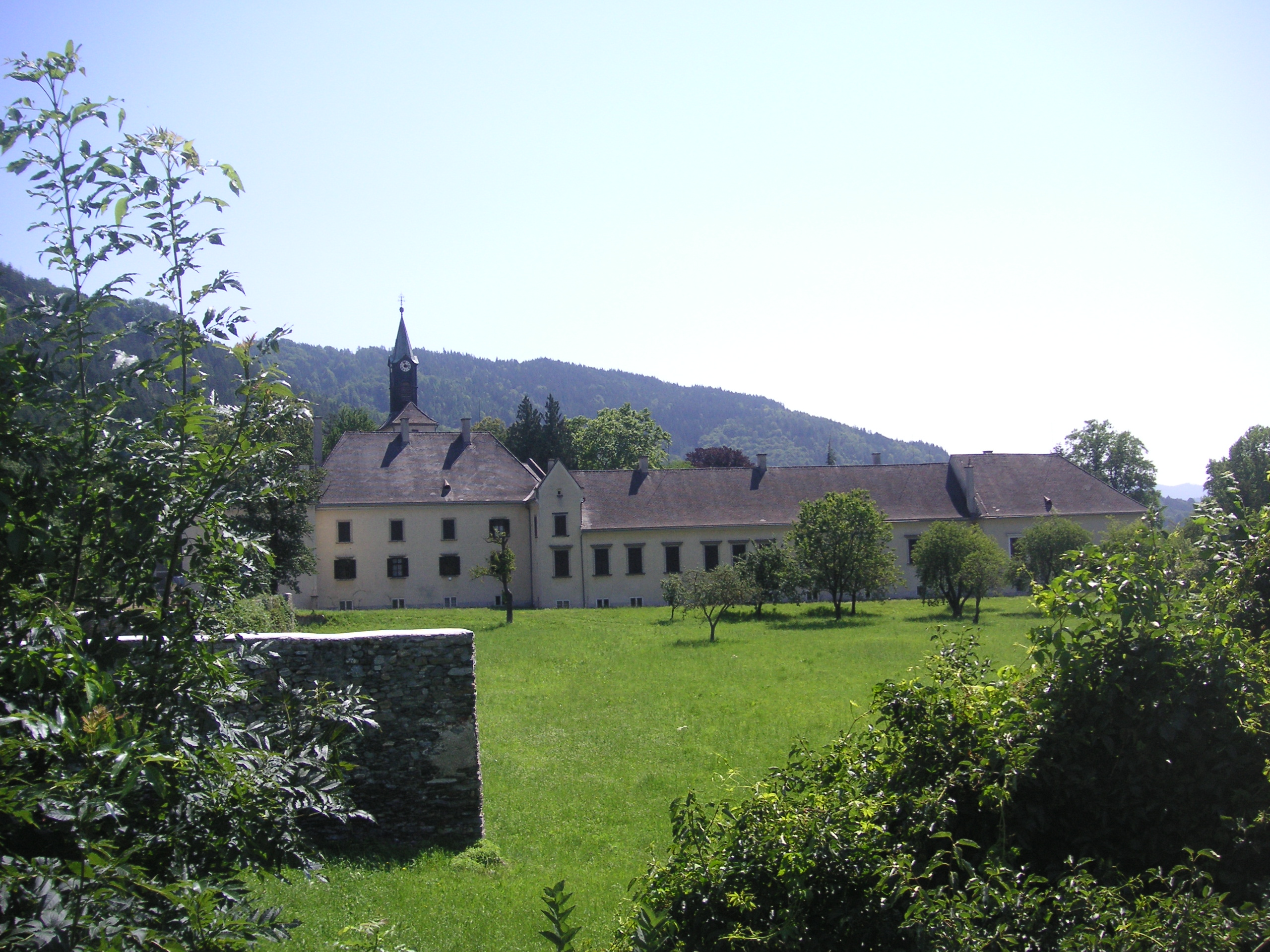
Castelo Waldstein
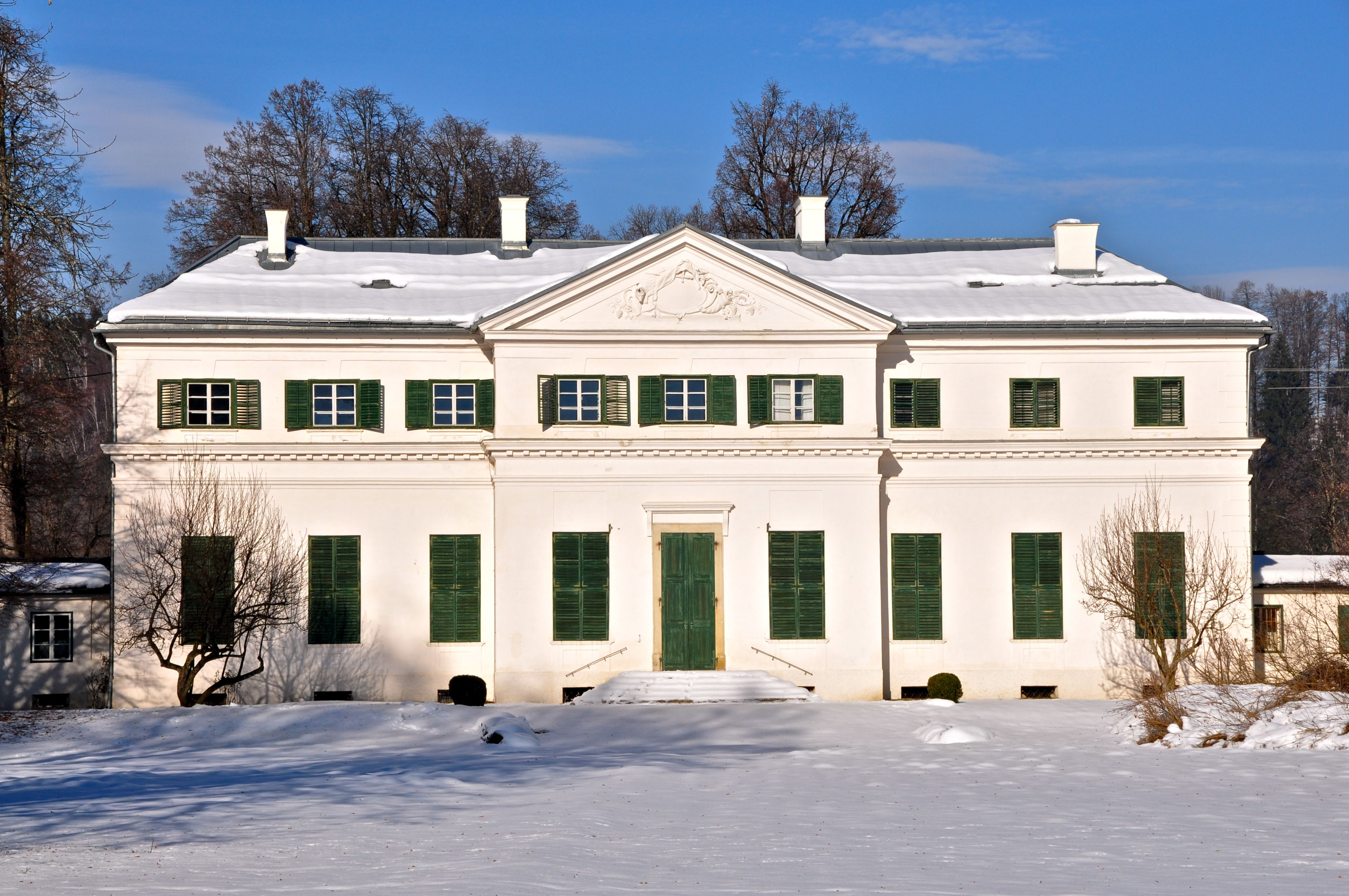
Rosegg House
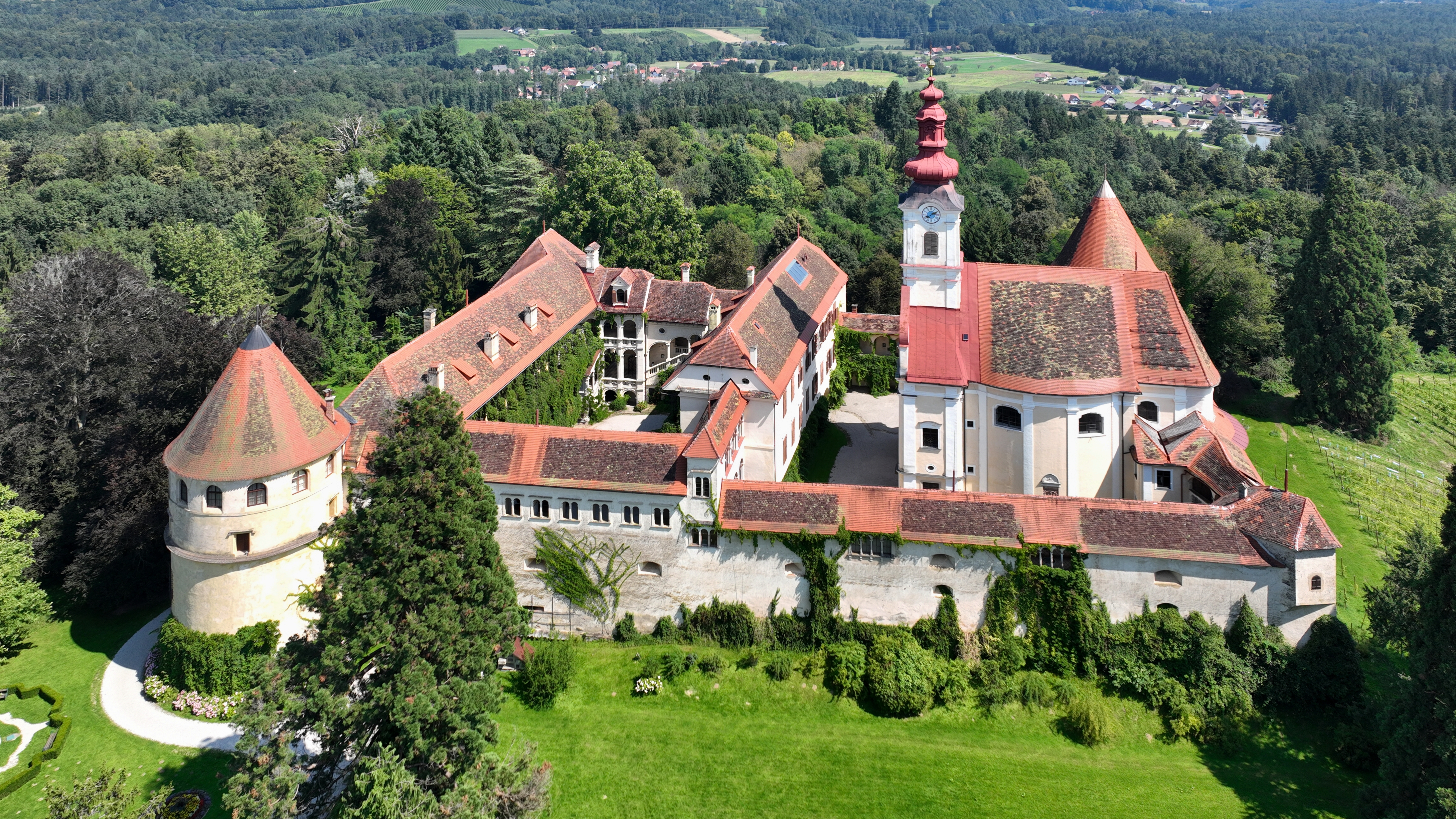
Castelo Hollenegg

A Família Principesca do Liechtenstein tem à sua disposição algumas residências, mas actualmnte reside no Castelo de Vaduz.
O Castelo de Valtice costumava ser a principal residência da família até a Segunda Guerra Mundial (1939-1945).

## Ligações Externas
- Página oficial